# Mainpuri (ciutat)
Mainpuri (hindi: मैनपुरी) és una ciutat i consell municipal de l'Índia, a Uttar Pradesh, divisió d'Agra, capital del districte de Mainpuri. És centre de producció i indústria del tabac. Està situada a 27° 14′ N, 79° 01′ E / 27.23°N,79.02°E. Segons el cens del 2001, Mainpuri tenia 89.535 habitants, i actualment se suposa que passa dels 100.000. La població, a cavall entre els dos segles, estava formada per dues parts: Mainpuri i Mukhamganj. La població el 1872 era de 21.177 habitants; el 1881, de 20.236, i el 1901 de 19.000.

## Història
Hi ha diverses tradicions, entre les quals la principal és la que fa derivar el nom de Main Deo, que seria un personatge llegendari, si bé una imatge seva es conservava com a relíquia a Tal Daarwaza, a Nagaria, un barri de la ciutat, fins que va ser robada el 1970. La ciutat de Mainpuri, que hauria fundat, va existir suposadament sota els pandaves i va ser habitada per bramans. S'hi han trobat restes budistes i va formar part del gran regne de Kanauj. A la caiguda d'aquest regne, la regió es va dividir en diversos principats, entre els quals els principals van ser els de Rapri i Bhongaon. Els habitants històrics eren els ahirs, meos, bhars i chirars, que entre els segles XIV i XV van ser suplantats pels rajputs chauhans. Els ahirs van subsistir a la part occidental, on encara són la tribu més nombrosa. Els chauhan s'haurien establert a la ciutat des d'Asauli el 1363 i haurien construït un fort. Al segle xvi, la ciutat va esdevenir feudatària dels mogols. Al segle xviii, el raja Jagat Man Singh va fundar Mukhamganj.
Mainpuri comença a ser realment important el 1801, quan Oudh cedeix uns territoris als britànics i aquests escullen la ciutat com a capital del districte format, anomenat districte d'Etawah. El 1804 es va repel·lir un atac de Jaswant Rao Holkar. El 1845 es va mantenir com a capital del districte de Mainpuri quan una part del territori va formar un districte separat, amb capital a Etawah.

## Llocs interessants
- Fort del maharaja Tej Singh Chauhan
- Palau del raja o Garhi Raj
- Parc Foolbagh
- Parc Lohia
- Temple Sheetla Devi
- Bhimsen Mandir
- Temple Kale Mahadev
- Temple Shweat Mahadev
- Temple de l'Hanuman

Grus antigone o grua sarus és l'única espècie de grua que viu i creix a l'Índia. Les grues són ocells grans, de cames i bec llargs, del grup de les gruïformes, família gruidae. Es calcula que n'hi ha deu mil exemplars.